# Bühne für sinnliche Wahrnehmung – KONZIL
Die Bühne für sinnliche Wahrnehmung – KONZIL war ein im Rahmen des „Studium Universale“ der Universität Bonn von Gerd Hergen Lübben 1961 gegründetes Forum für zeitgenössische Kunst und Kritik, das Kunst- und Kritikübende zu Gesprächen zusammengeführt sowie ein und demselben Publikum Produktionen der gattungsgeschiedenen Künste vorgestellt hat.

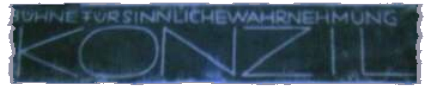
Bühne für sinnliche Wahrnehmung – KONZIL (Bonn 1961–1963, Plakat-Ausriss)

## Veranstaltungen / Beteiligte
In öffentlichen Veranstaltungen der „Bühne für sinnliche Wahrnehmung – KONZIL“ sind Bilder und Plastiken ausgestellt, Gedichte vorgetragen, Musik-, Hör- und Theater-Stücke realisiert, Fotografien und Filme gezeigt sowie Kritik-Thesen zu Lyrik, Film, bildender Kunst und Musik zur Diskussion gestellt worden.
Die „Bühne für sinnliche Wahrnehmung – KONZIL“ hat ein Podium für Debüts, Ur- und Erstaufführungen geboten.
Mitgewirkt und teilgenommen haben in „KONZIL“-Veranstaltungen u. a.:
- Rudolf Bensch (Regie, 1961–1962)
- Heinrich Breloer (Fotografien, 1962)
- Cornelia Brüninghaus (Pantomime, 1963)
- Manfred Esser (Texte, 1961)
- Jorge Feliú / José María Font-Espina (Film „Der erschossene Christus“ [„Cristo Fusilado“]; 1961)
- Jürgen Flimm (Pantomime, Regie, 1963)
- Johannes Fritsch („Bewegungen“, 1963)
- Marlies Giesen (Gesang, 1962–1963)
- Wolfgang Göddertz (Plastiken, 1963)
- Eckhard Hargesheimer (Grafiken, 1961)
- Bernd Haupt (Gemälde, 1963)
- Hansjürgen Hilgert (Regie, Filme, 1961–1963)
- Helmut Imig („Improvision“, 1962)
- Hans Georg Koch („Kontraktionen“, 1962)
- Georg Kröll (Lieder, 1962)
- Günther Lergon (Grafik, 1961–1963)
- Gerd Hergen Lübben (Stücke, Texte, 1961–1963)
- Erika Mesters (Tanz, 1962)
- Georg Müller (Musik, Musikkritik, 1961–1963)
- Hans Neuenfels (Gedichte „Absprung in andren Atem“, 1962)
- Manfred Niehaus („Haikus“, 1962)
- Helga Satzky (Choreografie, 1963)
- Gerhard Schmidt (Filme, Filmkritik, 1961–1963)
- Wulf Segebrecht (Lyrikkritik, 1963)
- Will Thonett (Bilder, 1962)
- Ludwig Verbeek (Hörspiel, 1961)
- Herbert Vesely (Film, 1962)
- Johannes Weinberg (Kritik, Regie, 1961)